# کرا گرونبرگ
کرا گرونبرگ (آلمانی: Kira Grünberg) (زادهٔ ۱۳ اوت ۱۹۹۳ در اینسبروک) ورزشکار پیشین اتریشی در رشتهٔ پرش با نیزه است. در طول زندگی حرفه‌ای اش به نمایندگی از کشورش را در بسیاری از مسابقات بین‌المللی حضور داشته، و بهترین عملکردش کسب جایگاه چهارم در مسابقات قهرمانی نوجوانان جهان ۲۰۱۲ و مسابقات قهرمانی U۲۳ اروپا ۲۰۱۵ است. علاوه بر این، در مسابقات قهرمانی اروپا ۲۰۱۴ به فینال راه یافت که در آن البته ارتفاعی نزد.
در ۳۰ ژوئیه ۲۰۱۵ گرونبرگ در خلال یک جلسه آموزشی در شهرش اینسبروک متحمل آسیب جدی ستون فقرات شد. در خلال یک پرش معمول، با سر و گردن روی زمین فرود آمد که موجب شکستگی مهره‌های گردنش شد و او را فلج کرد.
بهترین عملکرد شخصی وی در فضای باز و سرپوشیده ۴٫۴۵ متر است که به ترتیب در سال ۲۰۱۴ و ۲۰۱۵ حاصل شده است و رکورد ملی حال حاضر می‌باشد.